# صن جيهاي
- الاسم : صن جيهاي
- تاريخ الولادة : 30 سبتمبر 1977
- مكان الولادة : داليان ،  الصين
- المهنة : لاعب كرة قدم

بدأ مسيرته الكروية مع نادي داليان شيد في عام 1995، ولعب معهم حتى عام 1998، وشارك معهم في 71 مباراة وسجل هدف واحد، وفي موسم 1998/1999 انتقل إلى نادي كريستال بالاس الإنجليزي، ولعب معهم 23 مباراة، وفي عام 1999 لعب مع نادي داليان شيد، ولعب معهم حتى عام 2001، وشارك معهم في 52 مباراة وسجل 6 أهداف، ومنذ عام 2002 وهو يلعب مع نادي مانشستر سيتي الإنجليزي.
و قد بدأ باللعب مع منتخب الصين لكرة القدم في عام 1996.

## روابط خارجية
- صن جيهاي على موقع الاتحاد الدولي (مؤرشف)  (الإنجليزية)
- صن جيهاي على موقع قاعدة بيانات كرة القدم.إي يو (الإنجليزية)
- صن جيهاي على موقع ناشيونال فوتبول تيمز (الإنجليزية)
- صن جيهاي على موقع Soccerbase.com (لاعب) (الإنجليزية)
- صن جيهاي على موقع Soccerway.com (الإنجليزية)
- صن جيهاي على موقع عالم كرة القدم.نت (الإنجليزية)
- صن جيهاي على موقع اللجنة الأولمبية الصينية (الإنجليزية)